# Ana Maria Maciel
Ana Maria Teixeira Maciel (Londrina, 18 de novembro de 1987) é uma ginasta rítmica brasileira.

## Biografia e carreira
Maciel é natural de Londrina, no Paraná. Ela começou a praticar o ginástica rítmica aos sete anos.
Nos Jogos Pan-Americanos de 2003, realizados em São Domingos, na República Dominicana, Maciel integrou a equipe brasileira que conquistou duas medalha de ouro: uma no conjunto de cinco fitas e outra no conjunto de três arcos e cinco bolas. Ela representou o Brasil no Campeonato Mundial de Ginástica Rítmica Desportiva de 2003, ocorrido em Budapeste, na Hungria. A ginasta também disputou os Jogos Olímpicos de 2004, realizados em Atenas, capital da Grécia.

## Principais conquistas
Jogos Pan-Americanos
- Ouro – conjunto de cinco fitas
- Ouro – conjunto de três arcos e cinco bolas